# أوتو بولانوس
أوتو بولانوس (بالإسبانية: Otto Bolanos)‏ هو منافس ألعاب قوى كولومبي، ولد في 12 أبريل 1983 في بوغوتا في كولومبيا.